# Domhnall Gleeson

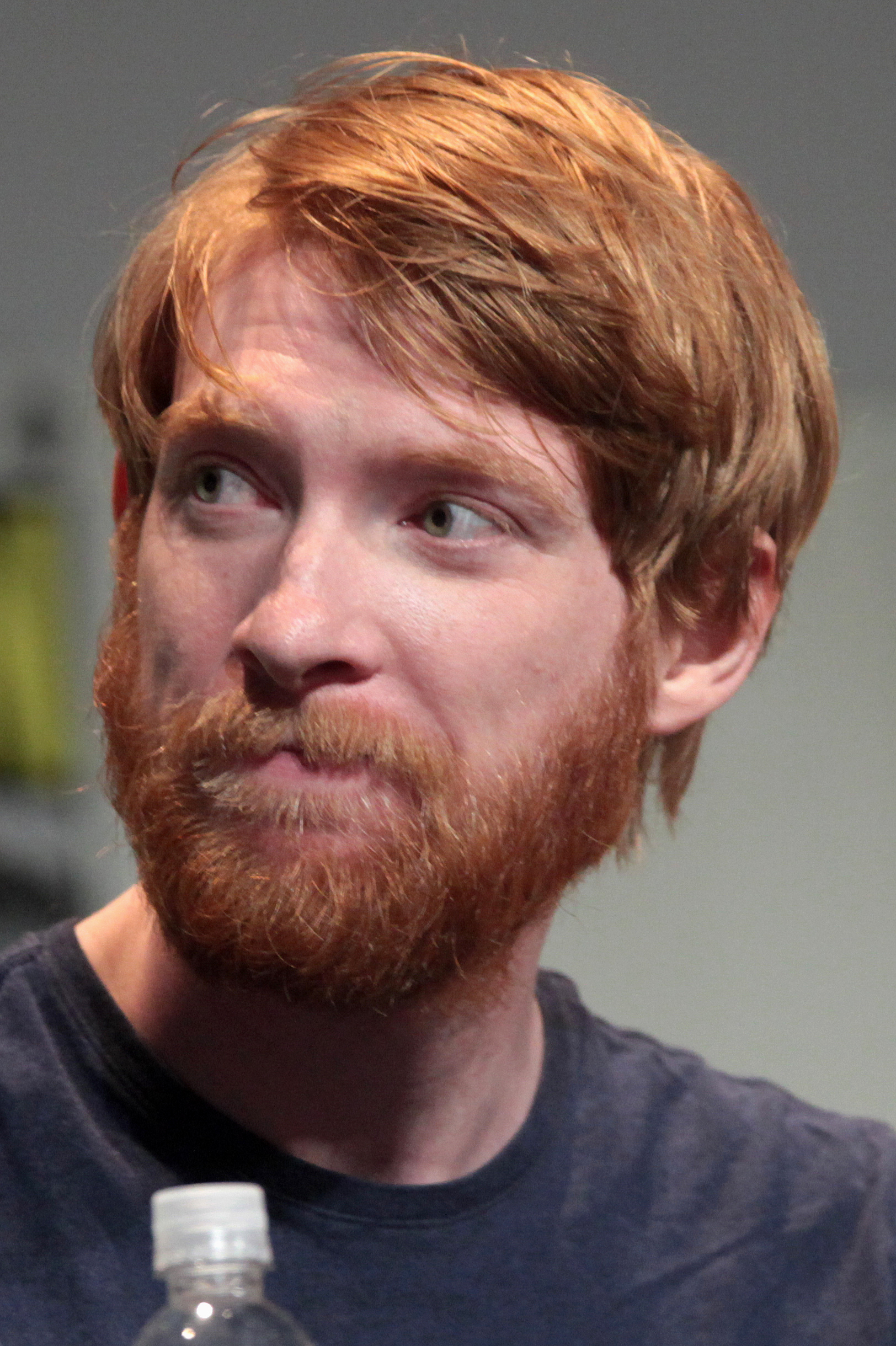
Domhnall Gleeson auf der Comic Con (2015)

Domhnall Gleeson /ˈd̪ˠoːn̪ˠəl̪ˠ ˈgliːsn/ (* 12. Mai 1983 in Dublin) ist ein irischer Schauspieler und Drehbuchautor.

## Leben und Werdegang
Gleeson wurde als ältester von vier Söhnen des Schauspielers Brendan Gleeson 1983 in Dublin geboren. Sein jüngerer Bruder Brian ist ebenfalls als Schauspieler aktiv. Gleeson absolvierte mit dem Abschluss Bachelor of Arts in Media Arts das Dublin Institute of Technology. Nach seinem Abschluss begann er, als Drehbuchschreiber und Regisseur für Theater und Film zu arbeiten. Im Jahr 2006 trat er im Film Studs zusammen mit seinem Vater auf. Gleeson hatte außerdem Auftritte im mit einem Oscar ausgezeichneten Kurzfilm Six Shooter und Boy Eats Girl und der RTÉ-Fernsehserie The Last Furlong. Er trat außerdem im Alter von 23 Jahren in der Broadway-Show The Lieutenant of Inishmore auf und wurde für seine Rolle für einen Tony Award nominiert.
Er spielte in verschiedenen Vorführungen des Dubliner Gate-Theater mit, darunter Bearbeitungen von American Buffalo und Große Erwartungen. Letztere Rolle wurde von Bruce Arnold, Kritiker der Zeitung Irish Independent, als „originell gespielt“ beschrieben. Anfang des Jahres 2007 hatte er außerdem eine Rolle als Bobby in David Mamets Stück American Buffalo, ebenfalls am Gate Theatre.
Gleeson trat in der einmaligen RTÉ Comedy-Sketchshow Your Bad Self auf, die am 26. Dezember 2008 ausgestrahlt wurde. Weitere Rollen im Jahr 2008 hatte er in A Dog Year und Paddyville.
Im März 2009 wurde seine Rolle als Bill Weasley in den Filmen Harry Potter und die Heiligtümer des Todes: Teil 1 und Harry Potter und die Heiligtümer des Todes: Teil 2 bestätigt. Sein Vater Brendan spielt in den Filmen die Rolle des Alastor Moody. Gleeson war anfangs abgeneigt, zusammen mit seinem Vater im selben Film vor der Kamera zu stehen, änderte jedoch später seine Meinung. 2009 sagte er über seine Rolle: „Ich war mir sicher, diese Rolle wegen meines Vaters nicht anzunehmen. Ich dachte, dass ich immer dieses Vater-Sohn-Gefühl von ‘Er hat dir die Rolle beschafft.’ haben würde.“
In den Filmen Kopfgeld – Perrier’s Bounty, der 2009 erschien, und Am Sonntag bist du tot (2014) war er ebenfalls an der Seite seines Vaters zu sehen.
Im Film Sensation von 2010 spielte Gleeson die Rolle eines lüsternen jungen Farmers, dessen „herzlose Begegnung“ mit einem Callgirl sich „zu einer bittersüßen Liebesgeschichte entwickelt“. 2013 übernahm er in Richard Curtis’ romantischer Zeitreise-Komödie Alles eine Frage der Zeit eine der Hauptrollen.
2015 spielte er die Rolle des General Hux in Star Wars: Das Erwachen der Macht. 2017 spielt er in der Star Wars Fortsetzung Star Wars: Die letzten Jedi und im Thriller Mother! mit. Im 2019 erschienen Star Wars: Der Aufstieg Skywalkers, dem letzten Teil der Trilogie, übernahm er erneut die Rolle des General Hux.
2017 wurde Gleeson in die Academy of Motion Picture Arts and Sciences (AMPAS) aufgenommen, die jährlich die Oscars vergibt.
2023 spielte er im Musikvideo zum Lied „De Selby (Part 2)“ von Musiker Hozier mit und war auch bei der Konzeptgestaltung des Videos involviert.
Gleeson hat derzeit keinen festen Synchronsprecher. Er wird meistens von Nico Sablik oder Sebastian Schulz gesprochen.

## Filmografie (Auswahl)
- 2004: Six Shooter (Kurzfilm)
- 2005: Boy Eats Girl
- 2006: A Dog Year
- 2009: Kopfgeld – Perrier’s Bounty (Perrier’s Bounty)
- 2010: Alles, was wir geben mussten (Never Let Me Go)
- 2010: Sensation
- 2010: True Grit
- 2010: Harry Potter und die Heiligtümer des Todes – Teil 1 (Harry Potter and the Deathly Hallows: Part 1)
- 2011: Harry Potter und die Heiligtümer des Todes – Teil 2 (Harry Potter and the Deathly Hallows: Part 2)
- 2012: Shadow Dancer
- 2012: Dredd
- 2012: Anna Karenina
- 2013: Black Mirror (Fernsehserie, Episode 2x01)
- 2013: Alles eine Frage der Zeit (About Time)
- 2014: Unbroken
- 2014: Am Sonntag bist du tot (Calvary)
- 2014: Frank
- 2015: Ex Machina
- 2015: Brooklyn – Eine Liebe zwischen zwei Welten (Brooklyn)
- 2015: Star Wars: Das Erwachen der Macht (Star Wars: The Force Awakens)
- 2015: The Revenant – Der Rückkehrer (The Revenant)
- 2017: Catastrophe (Fernsehserie, Episoden 3x02–3x03)
- 2017: Barry Seal: Only in America (American Made)
- 2017: Mother!
- 2017: Goodbye Christopher Robin
- 2017: Crash Pad
- 2017: Star Wars: Die letzten Jedi (Star Wars: The Last Jedi)
- 2018: Eine dumme und nutzlose Geste (A Futile and Stupid Gesture)
- 2018: Peter Hase (Peter Rabbit)
- 2018: The Little Stranger
- 2019: The Kitchen – Queens of Crime (The Kitchen)
- 2019: Star Wars: Der Aufstieg Skywalkers (Star Wars: The Rise of Skywalker)
- 2020: Run (Fernsehserie, 7 Episoden)
- 2021: Peter Hase 2 – Ein Hase macht sich vom Acker (Peter Rabbit 2: The Runaway)
- 2021: Frank of Ireland (Fernsehserie, 6 Episoden)
- 2022: The Patient (Miniserie)
- 2023: De Selby (Part 2) (Musikvideo)
- 2024: Alice & Jack (Miniserie)
- 2025: Fountain of Youth
- 2025: Echo Valley